# Phaëton (mythologie)

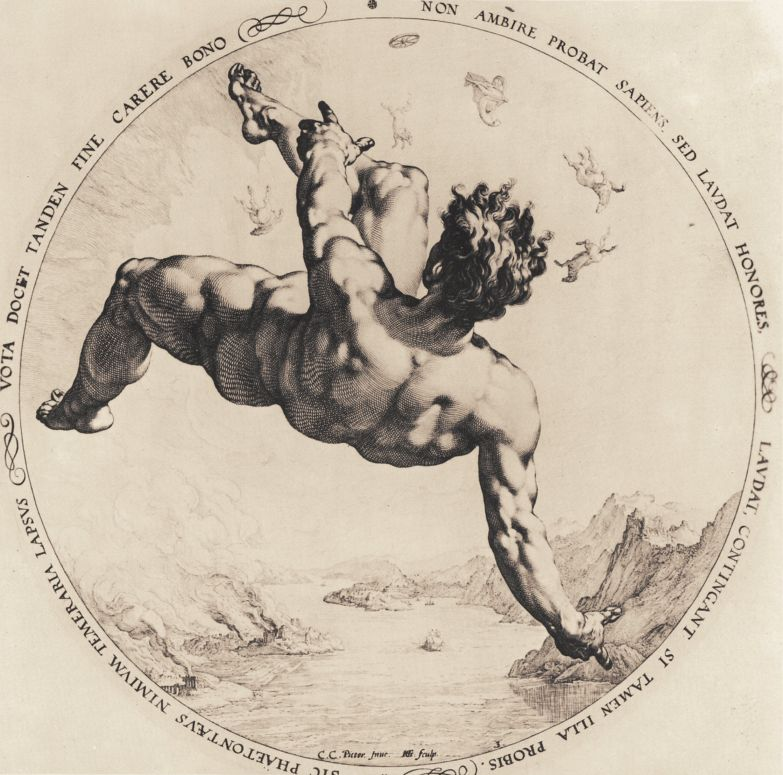
Een vallende Phaeton van Hendrick Goltzius

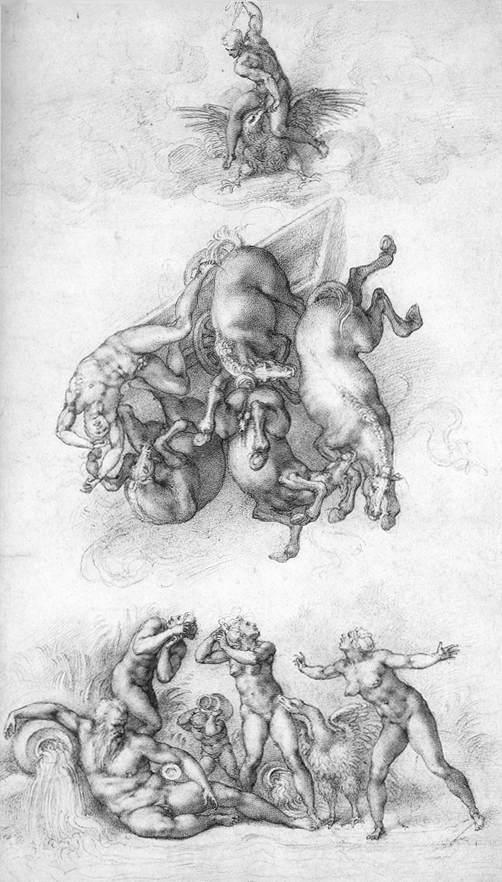
De val van Phaëton, Michelangelo Buonarroti, ca. 1533, zwart krijt op papier

Phaëton (Oudgrieks: Φαέϑων), ook wel Phaëthon, is een figuur uit de Griekse mythologie. De heros Phaëton is een zoon van de zonnegod Helios en Klymene (in sommige overleveringen was hij de zoon van Apollo en Klymene). Menops (of Merops) was zijn stiefvader.

## Mythe
Helios (de Zon) placht elke dag de zonnewagen te bestijgen. Epaphus (Apis) was de zoon van Io en Jupiter (Zeus). Io was als minnares van Jupiter, van Argolis naar Egypte gevlucht, om de wraak van Juno te ontlopen. In Egypte werd Io als Isis vereerd. Epaphus beledigde Phaëton, die even oud was als hij. Volgens Epaphus was het een leugen dat Phaëton de zoon van de Zon was. Phaëtons grootste wens, als bewijs dat hij wel degelijk de zoon was van de zon, was om ook met deze wagen te rijden, en op een dag nam hij de kans waar. Zijn vader had hem gezegd dat hij kon vragen wat hij wilde. Hij zette Phaëton de stralenkrans op het hoofd. De vier vuurspuwende gevleugelde zonnepaarden Pyroïs, Eoüs, Aethon en Phlegon, merkten echter dat iemand anders de teugels in handen hield en sloegen op hol. De zonnewagen scheerde rakelings langs de aarde en door de hitte ontstonden er grote dorre plekken: de woestijnen, Ovidius schrijft dat Libië toen woestijn werd. Bergen vatten vlam en 'branden kaal', rivieren verdampen en 'grote steden gaan met muur en al teloor; het vuur doet landen met hun volken geheel tot as vergaan'. Ovidius noemt 25 bergen, waaronder de Etna, Alpen, Kaukasus en de Apennijnen en 24 rivieren bij naam, waaronder de Eufraat, Ganges, Donau, Nijl, Rijn en Rhône.
Voordat de hele aarde in brand zou staan, besloot de oppergod Zeus in te grijpen. Hij gooide na een bede van Moeder Aarde een bliksemschicht naar Phaëton, waardoor de laatste uit de wagen viel, 'als een ster' (komeet) naar beneden in de Eridanus stortte en stierf. Het zonnewagenwrak met gebroken fragmenten, toom, wagenas, disselboom, wielen etc., viel op aarde neer, de paarden keerden terug naar de zon.
Lampetia, Phaëtusa en een niet met naam genoemde zuster, waren de drie dochters van Helios en Neaera (de 'Heliaden'), en daarmee halfzusters van Phaëton. Nadat Phaëton was omgekomen rouwden zij om zijn dood. Hun tranen stolden tot barnsteen en de zusters werden veranderd in populieren. Cycnus, Phaëtons vriend, bestuurder van de sterke vestingen van de Liguriërs, veranderde van verdriet in een zwaan. De zon droeg lange tijd rouwkledij, waardoor de aarde zonlicht moest ontberen.

## Weergaven

### Muziek
Het symfonisch gedicht Phaéton (1873) van Camille Saint-Saëns is op deze mythe gebaseerd.
In Benjamin Brittens stuk Six Metamorphoses after Ovid voor solo hobo gaat metamorfose twee over Phaëton.
De opera The day after van Jonathan Dove, die in 2015 in Fort Rijnauwen zijn wereldpremière beleefde door Holland Opera, heeft ook deze mythe tot onderwerp.